# Rosemary Wyse
Rosemary F. G. Wyse (* 26. Januar 1957) ist eine schottische Astrophysikerin und Astronomin, die an der Johns Hopkins University in Baltimore lehrt.

## Leben
Wyse wuchs in Schottland auf. Von 1974 bis 1977 studierte sie am Queen Mary College der University of London Physik und Astrophysik (Bachelor-Abschluss 1977) und anschließend bis 1978 Mathematik an der University of Cambridge. Von 1978 bis 1982 war sie dort am Institute of Astronomy tätig. Im April 1983 wurde sie promoviert (Ph.D.). Als Postdoc ging sie in die Vereinigten Staaten an die Princeton University sowie für sechs Jahre an die University of California, Berkeley. 1988 wechselte sie an die Johns Hopkins University, wurde dort Assistant Professor, 1990 Associate Professor und im Juli 1993 Full Professor (ordentlicher Professor) am Department of Physics and Astronomy.
Ihre wissenschaftlichen Arbeiten trugen wesentlich zum Verständnis der Struktur, der Dynamik und der Entstehungsgeschichte der Milchstraße (Galaxis) und anderer Galaxien bei. Ihre wissenschaftlichen Forschungen verknüpfen die Theorie mit Beobachtungen. Sie war eine maßgebliche Befürworterin der  Weitfeld-Multi-Objekt-Spektroskopie (engl. wide-field multi-object spectroscopy) zur Beobachtung von Sternen in der Milchstraße und anderen Galaxien und gehört zu den Leitern des RAdial Velocity Experiment (RAVE). Sie entwickelte ein Modell der Evolution einer dicken und dünnen Scheibe in einer Spiralgalaxie und leistete wichtige Beiträge bei der Untersuchung der von dunkler Materie dominierten sphäroidalen Zwerggalaxien. Viele ihrer wissenschaftlichen Veröffentlichungen entstanden in internationaler Zusammenarbeit.
Wyse war und ist neben ihrer Forschungstätigkeit in verschiedenen Organisationen und Vereinigungen aktiv, so in der International Astronomical Union. Von 1990 bis 1992 war sie Forschungsstipendiatin der Alfred P. Sloan Foundation (Sloan Research Fellow). Seit 2016 ist sie Fellow der American Association for the Advancement of Science und seit 2017 der American Physical Society. 2018 erhielt sie vom Queen Mary College der University of London einen Ehrendoktortitel. Neben anderen Auszeichnungen erhielt sie 2016 den Brouwer Award der American Astronomical Society und 1986 den Annie-Jump-Cannon-Preis für Astronomie. 2025 wurde Wyse zum Mitglied der National Academy of Sciences gewählt.

## Schriften (Auswahl)
- Joseph Silk, Rosemary F. G. Wyse, G. A. Shields: On the origin of dwarf galaxies. In: Astrophysical Journal, Part 2. Band 322, November 15, 1987, S. L59–L65.
- Gerard Gilmore, Rosemary F. G. Wyse, Konrad Kuijken: Kinematics, chemistry, and structure of the Galaxy. In: Annual Review of Astronomy and Astrophysics. Band 27, 1989, S. 555–627, doi:10.1146/annurev.aa.27.090189.003011.
- R. F. G. Wyse, J. Silk: Star formation rates and abundance gradients in disk galaxies. In: Astrophysical Journal, Part 1. Band 339, April 15, 1989, S. 700–711.
- John S. Gallagher III, Rosemary F. G. Wyse: Dwarf spheroid galaxies: Keystones of galaxy evolution. In: Publications of the Astronomical Society of the Pacific. Band 106, December, 1994, S. 1225–1238.
- M. Unavane, Rosemary F. G. Wyse, Gerard Gilmore: The merging history of the Milky Way. In: Monthly Notices of the Royal Astronomical Society. Band 278, Nr. 3, 1996, S. 727–736, doi:10.1093/mnras/278.3.727.
- Rosemary F. G. Wyse, Gerard Gilmore, Marijn Franx: Galactic bulges. In: Annual Review of Astronomy and Astrophysics. Band 35, 1997, S. 637–675, doi:10.1146/annurev.astro.35.1.637.
- Annette M. N. Ferguson, Rosemary F. G. Wyse, J. S. Gallagher, Deidre A. Hunter: Discovery of recent star formation in the extreme outer regions of disk galaxies. In: Astrophysical Journal. Band 506, Nr. 1, 1998, S. L19–L22, doi:10.1086/311626.
- Gerard Gilmore, Rosemary F. G. Wyse, John E. Norris: Deciphering the last major invasion of the Milky Way. In: Astrophysical Journal. Band 574, Nr. 1, 2002, S. L39–L42, doi:10.1086/342363.